# Elsornis
Elsornis is een geslacht van vogels, behorend tot de Enantiornithes, dat tijdens het late Krijt leefde in het gebied van het huidige Mongolië. De enige benoemde soort is Elsornis keni.

## Vondst en naamgeving
Op 25 augustus 1998 vond een Japans-Mongoolse expeditie bij Togrogiin Shiree in de Gobiwoestijn het skelet van een vogel. De vondst werd in 1999 gemeld in de wetenschappelijke literatuur. In 2000 werd er fotografisch materiaal gepubliceerd. Clive Coy, Teppei Sonoda en Eddie Gojmerac prepareerden het fossiel.
In 2007 werd de typesoort Elsornis keni benoemd en beschreven door Luis María Chiappe, Shigeru Suzuki, Gareth John Dyke, Mahito Watabe, Khishigjav Tsogtbaatar en Rinchen Barsbold. De geslachtsnaam is een combinatie van het Mongools els, "zand", en ornis, "vogel". De soortaanduiding eert Ken Hayashibara de directeur van Hayashibara Company Limited welk bedrijf het Hayashibara Museum of Natural Sciences financiert, het natuurhistorisch museum dat de expeditie uitzond. Het artikel werd al in december 2006 online gepubliceerd, maar volgens de toenmalige normen was een elektronische publicatie niet geldig. 
Het holotype MPD-b 100/201, is gevonden in een laag van de Djadochtaformatie die dateert uit het late Campanien. Het bestaat uit een skelet zonder schedel. Het omvat twee achterste halswervels, twee voorste ruggenwervels, enkele ribben, de schoudergordel inclusief vorkbeen, het borstbeen, beide vleugels en zeven teenkootjes inclusief vier voetklauwen.

## Beschrijving
Elsornis heeft een spanwijdte van ruwweg zestig centimeter.
De beschrijvers stelden vier autapomorfieën vast, unieke afgeleide eigenschappen. Het opperarmbeen is duidelijk langer dan de ellepijp van de onderarm, zodat de Brachial Index boven de 1 ligt. De schacht van het schouderblad toont een abrupte knik op het voorste deel. De voorrand van het borstbeen is verdeeld in drie onderscheiden segmenten. De uiterste symfysen van het tweede en derde middenhandsbeen strekken zich uit over minstens een derde van de lengte van de carpometatcarpus, de vergroeide pols en middenhand.
Daarnaast werd een kenmerk als uniek aangegeven maar toch niet als autapomorfie. Het vorkbeen is gepneumatiseerd via holten aan de binnenzijden.

## Fylogenie
Elsornis werd in 2017 in de Enantiornithes geplaatst, ondanks de lage geologische leeftijd in een zeer basale positie, net boven Protopteryx in de evolutionaire stamboom. Hij toont twee kenmerken die bij hem als eerste opduiken. De buitenrand van het aan het borstbeen grenzende derde deel van het ravenbeksbeen is strek bol gekromd. De bovenrand van de kop van het opperarmbeen is hol gekromd in zijn middendeel, naar onderen en boven oplopend.
In 2018 plaatste een analyse Elsornis meer afgeleid in de Avisauridae in een polytomie of kam met Enantiophoenix, Eoenantiornis, Halimornis en Mystiornis.

## Levenswijze
Het opperarmbeen is 16% langer dan de ellepijp. Bij moderne vogels komen dergelijke verhoudingen alleen voor bij soorten met een verminderd vermogen tot vliegen zoals de loopvogels. Ook de schoudergordel zou kenmerken hebben die erop wijzen dat minder goed gevlogen werd, met name een kleine kam op het borstbeen. Op de kam zijn de spieren bevestigd die de vleugels bewegen. Van andere Enantiornithes zijn dergelijke aanpassingen niet bekend. De verkleinde kam zou, indien de soort inderdaad bij de avisauriden hoort, een sterke aanwijzing zijn dat Elsornis meer een loopvogel wasn want de andere leden hebben juist een vrij grote borstkam.